# Šentjošt (Novo Mesto, Slovenija)
Šentjošt je naselje u slovenskoj Općini Novom Mestu. Šentjošt se nalazi u pokrajini Dolenjskoj i statističkoj regiji Jugoistočnoj Sloveniji. 

## Stanovništvo
Prema popisu stanovništva iz 2002. godine naselje je imalo 109 stanovnika.